# 朝倉英文
朝倉 英文（あさくら ひでふみ、1958年8月6日 - ）は、日本の実業家。マルコ株式会社代表取締役社長や、同社代表取締役会長、公益社団法人日本訪問販売協会理事を務めた。

## 人物・来歴
愛知県出身。1982年名古屋大学法学部卒業、伊藤忠商事入社。2009年伊藤忠商事テキスタイル・製品部長。2009年マルコ社外取締役。2011年伊藤忠商事繊維原料・テキスタイル部門長代行。2012年マルコ取締役副社長。2013年伊藤忠商事退社。同年からマルコ代表取締役社長を務め、経営再建にあたった。2016年には第三者割当増資を受け入れてRIZAPグループ入りにあたり、2017年にマルコ代表取締役会長に退いた。この間、日本訪問販売協会理事も務めた。